# Abraham Penzik
Abraham Penzik (ur. 20 maja 1891 w Sanoku, zm. 1945 w Nowym Jorku) – polski Żyd, doktor praw, działacz socjalistyczny, dziennikarz, publicysta.

## Życiorys
Abraham Penzik urodził się w 20 maja 1891 w Sanoku jako syn Mojżesza Penzik i Salomei z domu Leffel. Kształcił się w C. K. Gimnazjum w Sanoku, gdzie w 1912 ukończył VIII klasę bez uzyskania świadectwa dojrzałości (w jego klasie był Kazimierz Kubala). Według źródła gimnazjalnego w tym okresie zamieszkiwał z macochą Frimet Penzik, żoną kupca i trudniącą się kupiectwem, pod adresem ulicy Tadeusza Kościuszki lub ulicy Adama Mickiewicza 233 w Sanoku. W trakcie edukacji w tym mieście wstąpił do Żydowskiej Partii Socjalno-Demokratycznej (ŻPSD). Podczas I wojny światowej w listopadzie 1916 został mianowany w c. i k. armii kadetem pospolitego ruszenia w szeregach 45 pułku piechoty. 
Od 1917 studiował na Wydziale Prawa Uniwersytetu Jagiellońskiego. Ukończył studia uzyskując stopień doktora praw. Będąc kandydatem adwokackim uchwałą Rady Miejskiej w Sanoku z około 1920/1921 został uznany przynależnym do gminy Sanok. Jako były koncypient adwokacki z Sanoka i prezes tamtejszego Bundu został wymieniony w piśmie Dowództwa Garnizonu Wojskowego Okręgu Generalnego w Krakowie, Wydział II Sztab z 15 kwietnia 1921, w którym ewidencjonowano osoby inwigilowane i podejrzane - wyłącznie Żydzi - głównie zbiegli za granicę przed poborem wojskowym. W okresie II Rzeczypospolitej pracował w Sanoku jako adwokat. W połowie lat 30. był przypisany do adresu przy ulicy Jagiellońskiej 32-33, tj. budynku kamienicy „Weinerówka”, a do 1939 był przypisany do adresu przy ulicy Adama Mickiewicza 7.
W okresie II RP (tuż po odzyskaniu przez Polskę niepodległości w Sanoku aktywna była ŻPSD) był czołowym działaczem socjalistycznym spośród ludności żydowskiej Sanoka, kierował w mieście organizacją Bundu, później był aktywistą Polskiej Partii Socjalistycznej i członkiem władz centralnych tej partii. W wyborach parlamentarnych w 1922 jako kandydat adwokacki w Sanoku kandydował w okręgu 48 z listy Ogólnego Żydowskiego Związku Robotniczego. W połowie 1928 jako przedstawiciel Bundu został kandydatem stowarzyszenia Perec (skupiającego przedstawicieli Poalej Syjonu) do kahału w Sanoku. W październiku 1928 został wybrany do Rady Powiatowej Kasy Chorych w Sanoku. Planował założenie organizacji oświatowo-kulturalnej im. Szaloma Asza, jednak nie otrzymał na to zezwolenia władz na przełomie 1931/1932. Przed wyborami do rady miejskiej w Sanoku w 1932 tworzył Komitet Ludowy. 14 marca 1934 wyrokiem Sądu Okręgowego w Sanoku został skazany na karę trzech lat pozbawienia wolności w zawieszeniu na dwa lata za występek z art. 152 kodeksu karnego popełniony poprzez kolportaż ulotek Bundu. W 1936 był więziony przez kilka tygodni po tym jak uczestniczył w wystąpieniach skierowanych przeciw ograniczaniu swobód obywatelskich. Współpracował z pismem „Świat Niewidomych”. Był osadzony w Miejscu Odosobnienia w Berezie Kartuskiej. Został opisany przez żydowskiego pisarza Kalmana Segala w reportażowej powieści pt. Nad dziwną rzeką Sambation, napisanej w 1955 i wydanej w 1957, w której – określony jako adwokat P. – został opisany jako obrońca doskonały oraz z przekonań komunista.
W lipcu 1939 przybył do Stanów Zjednoczonych. W maju 1940 wraz z Oskarem Langem działał na rzecz powstania Comittee of Friends of Polish Democracy. Od sierpnia 1940 był w redakcji utworzonego wówczas pisma „Wolność”, wygłaszał także odczyty (także z inicjatywy Federacja Polskich Organizacji Postępowych) oraz prelekcje radiowe o charakterze socjalistycznym. Publikował także w czasopismach „Robotnik Polski”, „The New Masses”. W 1941 był jednym z założycieli komitetu PPS w USA pod nazwą Związek Polskich Socjalistów i został przewodniczącym tej organizacji. Od lutego 1941 był sekretarzem Stowarzyszenia Prawników Polskich w Stanach Zjednoczonych. Pełnił funkcję przewodniczącego Polish Labour Group. Działał w ramach Stowarzyszenia „Polonia”. W poglądach – zarówno podczas jak i po zakończeniu II wojny światowej – był zwolennikiem utrzymywania współpracy ze Związkiem Radzieckim. W trakcie konferencji założycielskiej ONZ działał jako przedstawiciel PAP. W 1944 był jednym z autorów zbiorowej publikacji pt. W przededniu, wydanej w Nowym Jorku w opozycji do rządu RP na uchodźstwie oraz m.in. do działań płk. Ignacego Matuszewskiego. W 1945 na łamach wydawanego w Montrealu pisma „Prawo Ludu” Penzikowi zarzucono, iż jest w grupie osób uprawiających propagandę komunistyczną, oraz że podczas wojny otrzymał tysiące dolarów od rządu polskiego, po czym odszedł, gdy nie otrzymał takiej posady, jaką sobie życzył. Był współpracownikiem organów prasowych, wydawanych w języku polskim, jidysz i angielskim.
Zmarł w 1945 w Nowym Jorku. Jego żoną została Antonina z domu Katz (także jako Tonka, ur. 1891, siostra Juliusza Katza). Ich córkami były Albina (1922–1923) oraz Irena Narell (1923-2004, nauczycielka historii, asystentka przy ONZ, pisarka, właścicielka Art Originals Gallery).

## Publikacje
- Antysemici i nekrofile. Uwagi o kwestji zydowskiej w Polsce (1944)[5][46][47]
- Przyszły rząd Polski (1944)[5][48]
- Uwagi w ważnej sprawie (1944)[49]
- The Truth about Poland. Toward Better Understanding of Recent Developments (1945, 2013)[5][50][51]
- Poland demands representation at the San Francisco Conference (1945)[52]
- Should We Recognize Lublin? (1945)[5]